# 부기맨 (프로레슬링 선수)

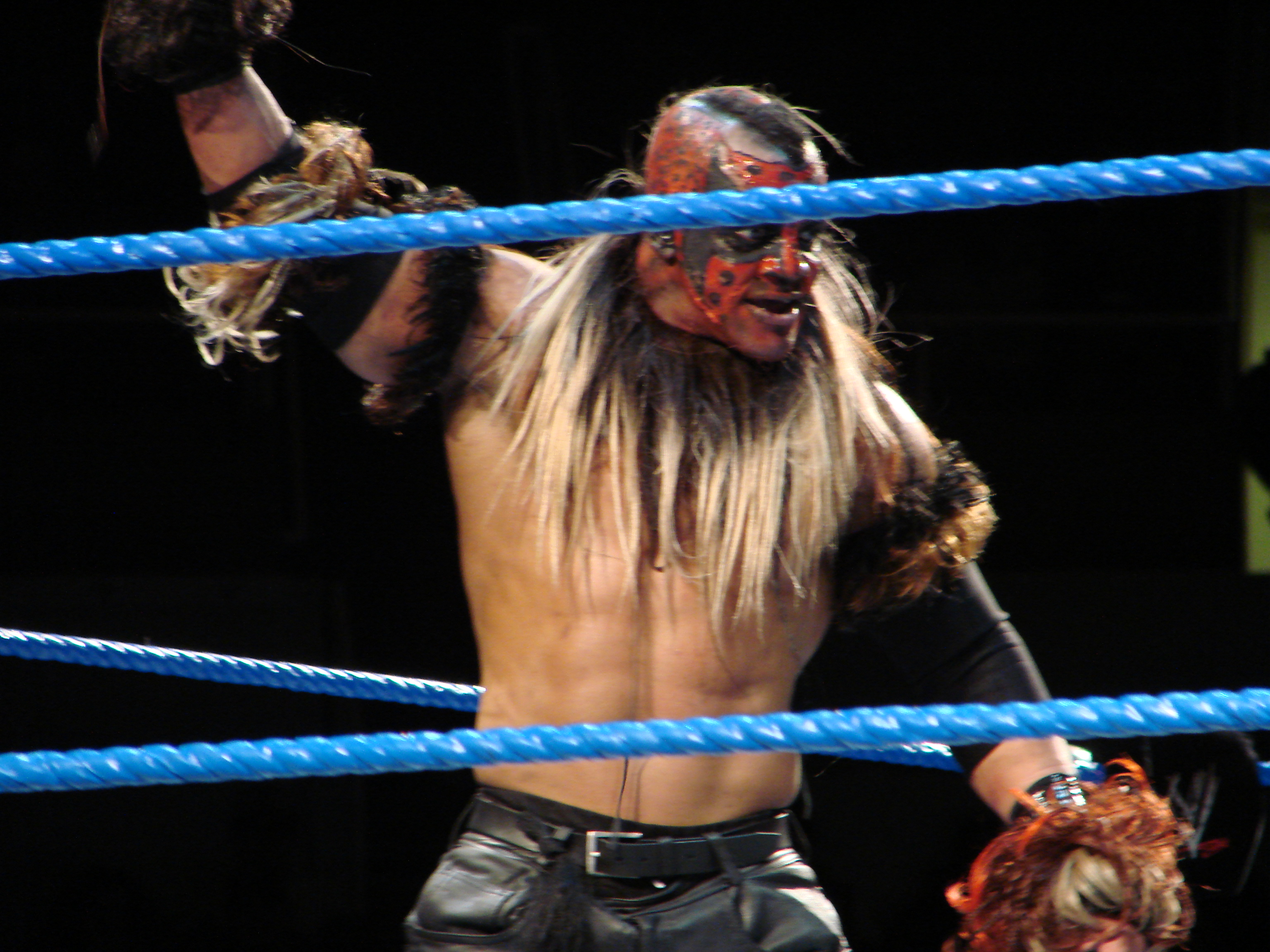
마티 라이트

부기맨(Boogeyman, 1964년 6월 15일 ~ )는 본명은 마티 라이트(Martin Wright)다. WWE 링네임은 부기맨(Boogeyman)이며 미국의 남자 프로레슬링선수다. 키는 188cm 몸무게는 120kg으로 피니쉬는 부기슬램(펄링 인버티드 파워슬램), 부기밤(펄링 투 핸드 쵸크밤), 굿나이트(펌플핸들 슬램)으로 사용을 한다. 시그니처는 지렁이 키스로 잔인한 모습을 보여주는 끔찍한 모습이다. 1964년생으로 알려졌으나 터프이너프에서 1964생인게 들통나 탈락했다.

## Professional wrestling highlights
- Finishing moves
  - Boogeybomb (Falling two handed chokebomb)
  - Boogey Slam / Supernatural Driver (Falling inverted powerslam)
  - Goodnight (Pumphandle slam)
- Signature moves
  - Body slsm
  - Earthworm kiss
  - Jumping leg drop
  - Multiple clothesline variations
    - Corner
    - Running somersault
    - Short-arm

  - Running spinebuster
  - Spinning big boot
  - Standing powerbomb
  - Stinger splash

- Manager
  - Little Boogeyman

- Entrance themes
  - "Coming To Get You" by Jim Johnston (October 13, 2005-present)

## 수상
- AWF 태그팀 챔피언 (1회) - 바비 래쉴리
- 루키드 오브 더 이열 (2006)
- 랭크드 넘버 114 오브 더 탑 500 싱글즈 레슬링 인 더 PWI 500 인 2007